# Erzbistum Kigali
Das Erzbistum Kigali (lat.: Archidioecesis Kigaliensis) ist eine in Ruanda gelegene römisch-katholische Erzdiözese mit Sitz in Kigali.
Das Erzbistum wurde am 10. April 1976 mit der Bulle Cum Venerabiles durch Paul VI. aus dem Erzbistum Kabgayi heraus gegründet.

## Erzbischöfe
- Vincent Nsengiyumva (1976–1994)
- Thaddée Ntihinyurwa (1996–2018)
- Antoine Kardinal Kambanda (seit 2018)